# Гровер Кливленд
Стивен Гровер Кливленд (енгл. Stephen Grover Cleveland; Колдвел, 18. март 1837 — Принстон, 24. јун 1908) био је 22. и 24. председник Сједињених Америчких Држава и 28. гувернер Њујорка.

## Биографија
Кливленд је први председник који је служио два одвојена мандата (између 1885. и 1889. и 1893. и 1897). Три пута је на изборима имао већину појединачних гласова бирача 1884, 1888. и 1892. Био је једини демократски председник током републиканске политичке доминације која је трајала између 1860. и 1912. године. Био је изузетно популаран. Противио се империјализму, високим порезима и инфлаторној политици а такође је радио против корупције.
За време његовог мандата уследила је тешка економска криза, која је почела 1893. банкротом железница, па се раширила паника, која се погоршала недостатком злата и вишком сребра због неких ранијих деценијама старих одлука. Да би решио кризу и напунио благајну укинуо је те одлуке. Међутим стање се погоршало и уследило је повлачење новца из банака. Банке су почеле да пропадају, а странци да продају акције америчких компанија и повлаче се уместо тога односећи злато. Била је то до тада најјача економска криза у САД.
Неке Кливлендове акције изазивале су контроверзе и у његовој странци. Интервенција током Пулмановог штрајка 1894. године приближила га је аграрном крилу демократа. Током другог мандата трпео је жестоке критике због економске ситуације и штрајкова.